# ABRA Software
ABRA Software a.s. je technologická firma, která vyvíjí a dodává informační systémy třídy ERP do firem zaměřených na výrobu, obchod a služby. Sbírá data celé firmy, které třídí a vyhodnocuje. Má samostatné zastoupení v České republice, na Slovensku a ve Švýcarsku. Informační systém ABRA Gen od ABRA Software je jedním z integrovaných softwarových řešení v Testbedu pro Průmysl 4.0 v CIIRC.

## ABRA Software v zahraničí
Firma má samostatné zastoupení na Slovensku (od roku 1991) a ve Švýcarsku (2016).[zdroj⁠?!]

## Vývoj společnosti
| Rok  | Velikost        | Obrat          |
| ---- | --------------- | -------------- |
| 2016 | 112 zaměstnanců | 170 milionů Kč |
| 2017 | 123 zaměstnanců | 195 milionů Kč |